# Matrah

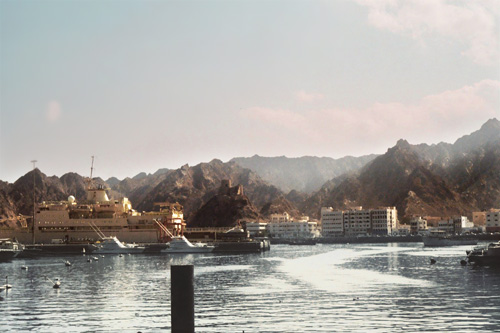
El port

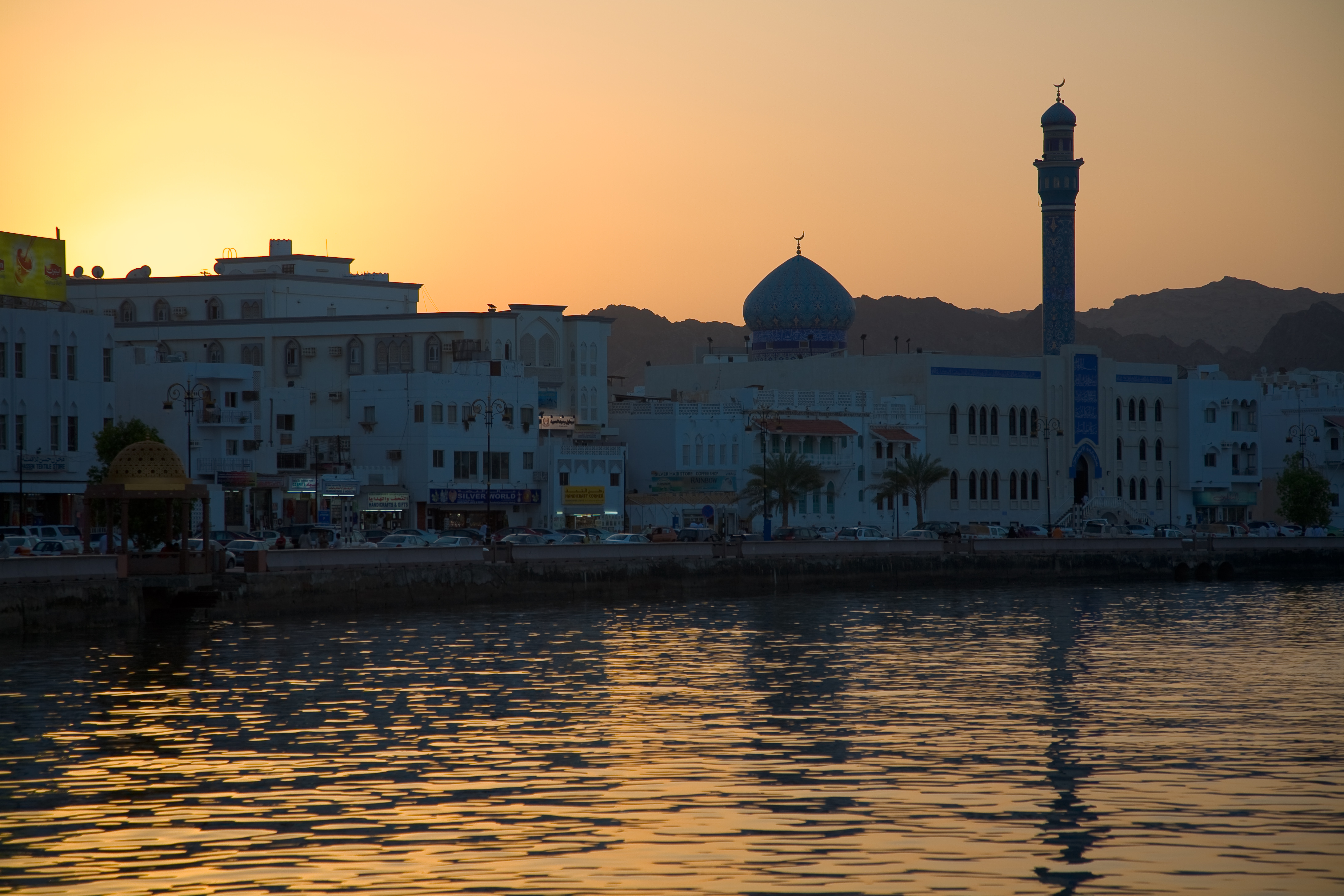
Posta de sol

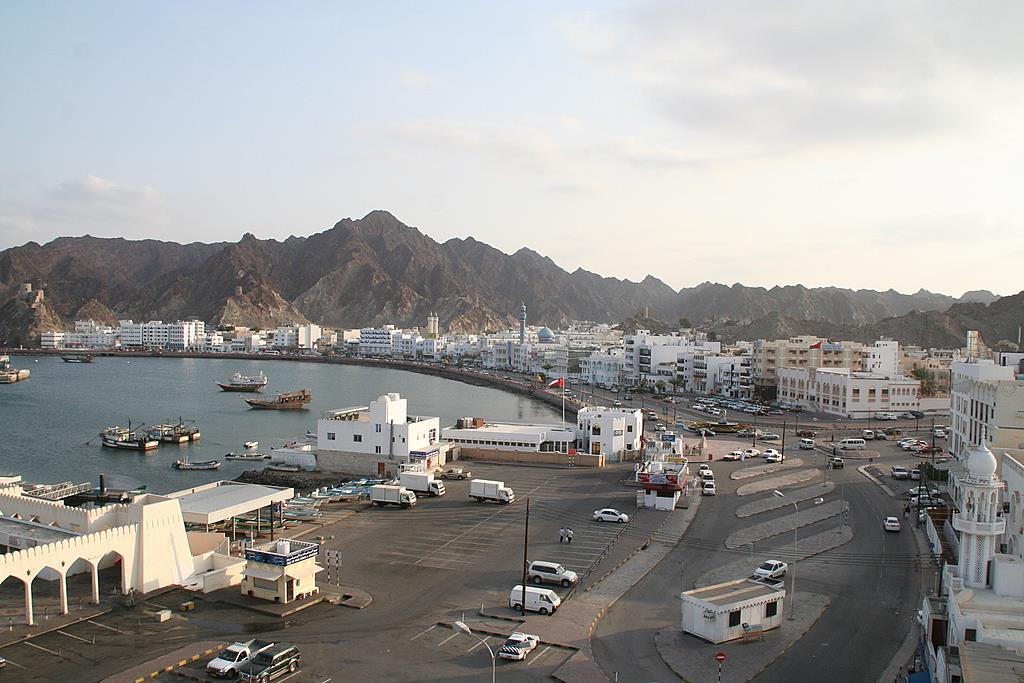
El "Corniche"

Matrah o Muttrah (àrab: مطرح, Maṭraḥ) és una ciutat i port d'Oman a la governació de Masqat, província (wilaya) de Muttrah, antic centre comercial marítim que ha experimentat un extraordinari creixement amb el descobriment del petroli esdevenint el principal port del país.
La ciutat compta amb un mercat tradicional (Souk Mutrah) i el barri de Sour al-Lawatiah, una comunitat de cases rodejades per una muralla antiga (probablement restes d'un fort portuguès) on vivia la comunitat sindhi dels liwatiyya. El 1980 ja era la principal ciutat portuària d'Oman; avui dia està unida de fet a Masqat, si bé forma entitat separada; la wilaya de Matrah (o Muttrah) al cens d'Oman del 2003 tenia 154.316 habitants dels quals només 56.280 eren omanites i la resta estrangers. Al cens del 2006 eren ja 179.926 habitants.

## Història
Era un poble de pescadors el 1507 quan Alfonso d'Albuquerque i va ancorar i el va fer servir de base per saquejar el proper port de Masqat. Els portuguesos el van fortificar construint una fortalesa al davant de la mar i una altra sobre un turó a l'angle sud-oest de la població. El port era molt adequat, ja que a diferència de Masqat (aïllada de l'interior per muntanyes) tenia comunicacions amb les zones interiors a través del uadi Samail, tot i estar només a 4 km de Masqat. Gràcies a això va dominar el comerç local. Es van desenvolupar indústries del teixit i de construcció naval.
L'imam yarubita Sultan ibn Sayf va expulsar els portuguesos el 1651. Durant la guerra civil a Oman a la primera part del segle xviii els perses van acudir al país i el van ocupar el 1737 i Matrah va passar a ser un port persa, però el 1741 en foren expulsats per Ahmad ibn Said dels Al Bu Said. Al llarg dels anys de govern de la dinastia Matrah fou més d'una vegada atacada pels seus adversaris. La decadència de Masqat com a centre comercial al segle xix encara va ajudar a Matrah a augmentar la seva importància. El 1970 es va construir el port de Mina al-Qabus que va consagrar a Matrah com el port natural d'Oman. La població eren àrabs, balutxis, africans, perses i indis (especialment el liwatiyya -singular luti- de Sind, antics ismaïlites convertits al imamisme duodecimà el 1880, i els banians.) 